# Gerbrandt Grobler (rugby à XV)
Pour les articles homonymes, voir Gerbrandt Grobler et Grobler.
Pas d'image ? Cliquez ici

a Compétitions nationales et continentales officielles uniquement.

Dernière mise à jour le 2 mai 2025.
Gerbrandt Grobler, né le 6 février 1992 à Nelspruit (Afrique du Sud), est un joueur sud-africain de rugby à XV jouant principalement au poste de deuxième ligne avec la franchise des Sharks en United Rugby Championship et les Natal Sharks en Currie Cup.

## Biographie

### Jeunesse et formation
Gerbrandt Grobler naît à Nelspruit. Il a fait ses études à l'Afrikaanse Hoër Seunskool de Pretoria, la première école de langue afrikaans d'Afrique du Sud, qui a produit de nombreuses sportifs de haut niveau. Durant sa jeunesse, il représente les Blue Bulls, puis rejoint la Western Province.

### Début de carrière en Afrique du Sud et suspension (2012-2016)
Gerbrandt Grobler commence sa carrière en 2012 avec la Western Province durant la Vodacom Cup. L'année suivante, il prend part à ses premiers matchs de Super Rugby avec les Stormers.
Il fait ensuite ses débuts en Currie Cup, en même temps que Cheslin Kolbe, lors d'un match contre les Blue Bulls. Cette saison, il entre en jeu dans la finale remportée 19 à 16 contre les Golden Lions.
En février 2015, il est confirmé que Gerbrandt Grobler a été contrôlé positif aux stéroïdes anabolisants, une substance interdite, lors de la campagne de la Currie Cup 2014. Il reconnaît s'être dopé et accepte une suspension de deux ans,. Durant sa suspension, il obtient un permis de chasse professionnel et pense a arrêter le rugby pour créer sa propre entreprise. Cependant, sur les conseils du Springbok et champion du monde Schalk Burger, il choisit de ne pas abandonner sa carrière sportive.

### Passage en Europe (2016-2021)
Après deux ans sans jouer, Gerbrandt Grobler se relance en France et se voit offrir une seconde chance par le Racing 92. Il arrive pour compenser le départ à Bath Rugby de Luke Charteris et la blessure de Bernard Le Roux. Il est autorisé à reprendre la compétition au mois de novembre 2016 et fait son retour et ses débuts avec son nouveau club lors de la onzième journée de Top 14 contre la Section paloise. Il réalise une saison 2016-2017 satisfaisante mais quitte pourtant le club à la fin de cette première saison, n'effectuant pas la deuxième année optionnelle de son contrat, car il se sent trahi puisqu'il pensait avoir signé un contrat de deux,.
Alors qu'il aurait pu rejoindre le RC Toulon en tant que joker médical de son compatriote Juandré Kruger, il choisit finalement de s'engager avec la province irlandaise du Munster, où il remplace numériquement Donnacha Ryan pour la saison 2017-2018. Durant la pré-saison, il se blesse à une cheville, ce qui lui fait manquer la première moitié de la saison. À son retour, il enchaîne les match et joue les demi-finales perdues de Coupe d'Europe et Pro14.
En 2018, il rejoint l'Angleterre et signe avec Gloucester Rugby. Il fait 35 apparitions en deux ans, puis quitte le club pour retourner en France. Il signe un contrat de deux ans avec le Stade français Paris en 2020,.

### Retour en Afrique du Sud (depuis 2021)
Gerbrandt Grobler ne va finalement pas au bout de son contrat avec le club parisien et décide de retourner en Afrique du Sud en 2021. Il s'engage alors avec les Sharks et Natal Sharks. Dès son retour, il se qualifie en finale de la Currie Cup 2021 avec les Natal Sharks. Titulaire, il perd la finale 44 à 10 contre les Blue Bulls,.
En 2024, il est titulaire en deuxième ligne aux côtés d'Eben Etzebeth lors de la finale de la Challenge Cup remportée face à son ancien club de Gloucester Rugby,. Les Sharks deviennent alors la première équipe sud-africaine à remporter un titre dans les compétitions de l'EPCR. Il est ensuite titulaire avec les Natal Sharks pour la finale de la Currie Cup les opposant aux Golden Lions. Dans un match serré, les siens s'imposent 16 à 14 grâce à une pénalité de 60 mètres marquée par Jordan Hendrikse,.